# لنگتون بای اسپیلزبی
لنگتون بای اسپیلزبی (به انگلیسی: Langton by Spilsby) یک روستا و محله مدنی در بریتانیا است که در لیندسی شرقی واقع شده‌است. لنگتون بای اسپیلزبی ۶۵ نفر جمعیت دارد.